# Mihael Žgank
Mihael Žgank, slovenski judoist, * 1. februar 1994, Slovenija.
Žgank je za Slovenijo nastopil na turnirju v judu Poletnih olimpijskih iger 2016 v Riu de Janeiru v kategoriji do 90 kg in se uvrstil v drugi krog tekmovanja. Leta 2017 je ob debiju na svetovnih prvenstvih osvojil srebrno medaljo, ki je prva medalja za slovenski moški judo s svetovnih prvenstev. Zaradi finančnih razlogov je zamenjal državljanstvo in od leta 2018 tekmuje kot predstavnik Turčije.
Na evropskem prvenstvu leta 2019, ki je potekalo v okviru evropskih iger v Minsku, je postal evropski prvak v kategoriji do 90 kg. Leto kasneje je na evropskem prvenstvu zasedel 5. mesto.